# Netelia inaequalis
Netelia inaequalis är en stekelart som först beskrevs av Tohru Uchida 1934.  Netelia inaequalis ingår i släktet Netelia och familjen brokparasitsteklar. Inga underarter finns listade i Catalogue of Life.